# Andrej Komac
Andrej Komac (Šempeter pri Gorici, 4 december 1979) is een Sloveens voetballer, die sinds 2012 als middenvelder onder contract staat bij de Italiaanse club Treviso. Hij maakte deel uit van de Sloveense selectie bij het WK voetbal 2010 in Zuid-Afrika, en kwam daar in twee van de drie groepduels in actie voor zijn vaderland.

## Interlandcarrière
Onder leiding van bondscoach Branko Oblak maakte Komac zijn debuut voor het Sloveens voetbalelftal op 18 augustus 2004 in de vriendschappelijke interland tegen Servië en Montenegro (1-1) in Ljubljana, net als Borut Semler (Bayern München), Branko Ilič (Olimpija Ljubljana), Jalen Pokorn (Hapoel Nazareth Illit) en Zlatko Dedič (Empoli).

## Erelijst
ND Gorica
- Landskampioen

2005, 2006